# Hibiscus stenanthus
Hibiscus stenanthus là một loài thực vật có hoa thuộc họ Malvaceae.
Loài này chỉ có ở Yemen. Môi trường sống tự nhiên của chúng là vùng nhiều đá.